# Коврен
Коврен је насеље у општини Бијело Поље у Црној Гори. Према попису из 2003. било је 411 становника (према попису из 1991. било је 537 становника).

## Демографија
У насељу Коврен живи 350 пунолетних становника, а просечна старост становништва износи 43,9 година (41,3 код мушкараца и 47,0 код жена). У насељу има 127 домаћинстава, а просечан број чланова по домаћинству је 3,21.
Ово насеље је углавном насељено Србима (према попису из 2003. године), а у последња три пописа, примећен је пад у броју становника.
|  |

| Демографија | Демографија | Демографија |
| Година      | Становника  | Становника  |
| ----------- | ----------- | ----------- |
|             |             |             |
|             |             |             |
|             |             |             |
|             |             |             |
| 1948.       | 779         |             |
| 1953.       | 901         |             |
| 1961.       | 986         |             |
| 1971.       | 832         |             |
| 1981.       | 707         |             |
| 1991.       | 537         | 524         |
| 2003.       | 431         | 411         |
|             |             |             |

| Етнички састав према попису из 2003.‍ | Етнички састав према попису из 2003.‍ | Етнички састав према попису из 2003.‍ | Етнички састав према попису из 2003.‍ | Етнички састав према попису из 2003.‍ |
| ------------------------------------ | ------------------------------------ | ------------------------------------ | ------------------------------------ | ------------------------------------ |
|                                      |                                      |                                      |                                      |                                      |
| Срби                                 | Срби                                 |                                      | 296                                  | 72,01%                               |
| Црногорци                            | Црногорци                            |                                      | 101                                  | 24,57%                               |
| непознато                            | непознато                            |                                      | 1                                    | 0,24%                                |

| Година пописа     | 1948. | 1953. | 1961. | 1971. | 1981. | 1991. | 2003. |
| ----------------- | ----- | ----- | ----- | ----- | ----- | ----- | ----- |
| Број домаћинстава | 117   | 129   | 141   | 150   | 139   | 146   | 131   |

| Број чланова      | 1   | 2  | 3  | 4  | 5  | 6  | 7 | 8 | 9 | 10 и више | Просек |
| ----------------- | --- | -- | -- | -- | -- | -- | - | - | - | --------- | ------ |
| Број домаћинстава | 127 | 29 | 32 | 18 | 13 | 18 | 7 | 5 | 3 | 2         | 0      |

| Пол    | Укупно | Неожењен/Неудата | Ожењен/Удата | Удовац/Удовица | Разведен/Разведена | Непознато |
| ------ | ------ | ---------------- | ------------ | -------------- | ------------------ | --------- |
| Мушки  | 191    | 95               | 83           | 9              | 3                  | 1         |
| Женски | 167    | 45               | 84           | 33             | 1                  | 4         |
| УКУПНО | 358    | 140              | 167          | 42             | 4                  | 5         |

| Пол    | Укупно                    | Пољопривреда, лов и шумарство | Рибарство                            | Вађење руде и камена | Прерађивачка индустрија       |
| ------ | ------------------------- | ----------------------------- | ------------------------------------ | -------------------- | ----------------------------- |
| Мушки  | 98                        | 70                            | 0                                    | 0                    | 3                             |
| Женски | 26                        | 16                            | 0                                    | 0                    | 0                             |
| УКУПНО | 124                       | 86                            | 0                                    | 0                    | 3                             |
| Пол    | Производња и снабдевање   | Грађевинарство                | Трговина                             | Хотели и ресторани   | Саобраћај, складиштење и везе |
| Мушки  | 0                         | 2                             | 0                                    | 5                    | 2                             |
| Женски | 0                         | 0                             | 1                                    | 1                    | 0                             |
| УКУПНО | 0                         | 2                             | 1                                    | 6                    | 2                             |
| Пол    | Финансијско посредовање   | Некретнине                    | Државна управа и одбрана             | Образовање           | Здравствени и социјални рад   |
| Мушки  | 0                         | 0                             | 4                                    | 6                    | 0                             |
| Женски | 0                         | 0                             | 0                                    | 0                    | 1                             |
| УКУПНО | 0                         | 0                             | 4                                    | 6                    | 1                             |
| Пол    | Остале услужне активности | Приватна домаћинства          | Екстериторијалне организације и тела | Непознато            | Непознато                     |
| Мушки  | 0                         | 0                             | 0                                    | 6                    | 6                             |
| Женски | 0                         | 0                             | 0                                    | 7                    | 7                             |
| УКУПНО | 0                         | 0                             | 0                                    | 13                   | 13                            |